# 雷米·马蒂斯
雷米·马蒂斯（法語：Rémi Mathis；1982年11月20日—）是一名法国历史学家、图书馆馆长、自由文化倡导者，以及法国维基媒体协会的会长。他的维基百科账号是Remi Mathis。

## 经历
雷米·马蒂斯2007年毕业于法国国立文献学校。在2008年至2010年间，他负责管理巴黎第五大学的人文与社科图书馆。2010年后，他成为法国国家图书馆17世纪绘画与摄影馆的馆长。他是期刊的编辑，同时也是法国国家雕刻委员会（法語：Comité national de la Gravure française）的会员。

## 研究
马蒂斯的历史研究专注于17世纪，特别是楊森主義和外交历史。他的博士论文主要内容是关于法国领主西蒙·阿尔诺。2012年，他写了一本关于和的书。他还对《法国十七世纪文学论文》一书有所贡献。

## 自由文化宣传
马蒂斯在积极推动全景自由在法国的合法化。他也反对将数字化后的公共领域作品私有化的行为。因为他在文化部门和自由文化运动中的工作，《文学杂志》给了他的昵称。
他是法国维基媒体协会会长。2013年4月，法国国内情报总局对马蒂斯施压，要求其将法語維基百科中介绍皮埃爾敍奧特軍用無線電台的条目删除，并威胁他如不配合，将被拘留和予以刑事指控。此条目被删除后，已被另一名瑞士的维基百科贡献者恢复。事後該條目在2013年4月6日至7日的周末期間，出現超過120,000的閱覽數，短暫地成為法語維基百科最多人閱讀的條目，法國軍方的作法欲蓋彌彰。